# Chrysotrichia bintik
Chrysotrichia bintik är en nattsländeart som beskrevs av Wells och Huisman 1993. Chrysotrichia bintik ingår i släktet Chrysotrichia och familjen smånattsländor. Inga underarter finns listade i Catalogue of Life.